# Cornelis Lelienbergh

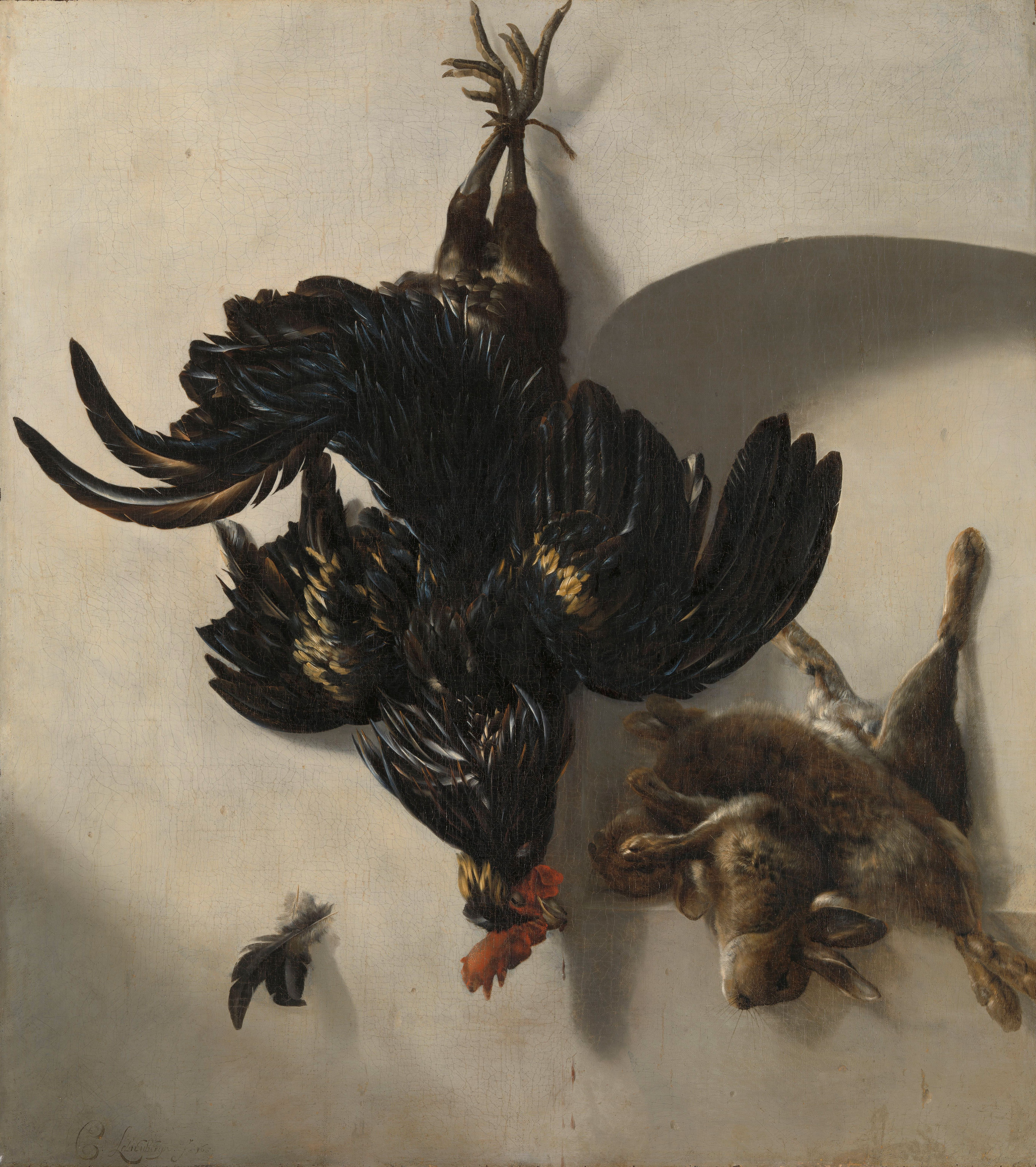
Stilleven met zwarte haan en twee konijnen (Cornelis Lelienbergh, 1659)

Cornelis Lelienbergh (ca. 1625 – Den Haag, na 1680) was een Noord-Nederlands schilder, gespecialiseerd in stillevens, dierstukken en interieurs.
Lelienbergh werd omstreeks 1620–1630 geboren, vermoedelijk niet in Den Haag, aangezien hij bij zijn toetreding tot het Haagse Sint-Lucasgilde in 1646 een toelatingsbedrag van 18 gulden moest betalen – een gebruikelijke verplichting voor niet-ingezetenen. In 1649 trad hij in het huwelijk met Agnieta Abrahams van der Henne. Verschillende van hun kinderen werden tussen 1650 en 1662 gedoopt, onder meer in de rooms-katholieke kerk aan de Oude Molstraat en in 1662 in de protestantse Nieuwe Kerk in Den Haag.
Lelienbergh was actief als schilder in Den Haag van 1646 tot 1666. In 1654 was hij lid van de Haagse schutterij en in 1656 medeoprichter van de Confrerie Pictura, een nieuw kunstenaarscollectief in de stad. In 1657 kocht hij een huis aan de Nieuwe Molstraat, dat hij in 1665 weer verkocht. Rond 1666 was hij korte tijd werkzaam als klerk bij fort Moerspui in Zeeuws-Vlaanderen, nabij Zuiddorpe. In 1676 was hij opnieuw in Den Haag actief.
Lelienbergh werd beïnvloed door Willem van Aelst en oefende invloed uit op onder anderen Frank Pietersz. Verheyden.